# Alex Rotaru
Alexandru „Alex” Rotaru (n. 1975, București) este un actor român. 

## Biografie
Este fiul actriței Maria Rotaru și a scriitorului Eugen Rotaru. Rotaru a fost membru al lotului olimpic român de fizică. A emigrat în Statele Unite unde a absolvit Massachusetts Institute of Technology, șef de promoție. A studiat cinematografia la School of Cinematic Arts, University of Southern California. Alex  este Ambasador Cultural al USA în lume.

## Filmografie
- Cireșarii (1984) - Dan
- Aripi de zăpadă (1985) - Dan
- Cetatea ascunsă (1987) - Dan

A refuzat un rol în filmul Liceenii (1986). În 2013 apare în filmul Tonight and the People (regia Neil Beloufa).
La Hollywood este renumit ca regizor de film documentare.

### Ca regizor
- I Am a Pianist (documentar) (în filmări)
- 2015: Last Song for Elvis (documentar)
- 2014: Firsts (serial TV, episodul: First Proposal)
- 2011: Shakespeare High (documentar)
- 2009: Kids with Cameras (documentar)[5]
- 2008: They Came to Play (documentar)

## Vezi și
- Listă de regizori de film